# Erato Kozakou-Markoullis

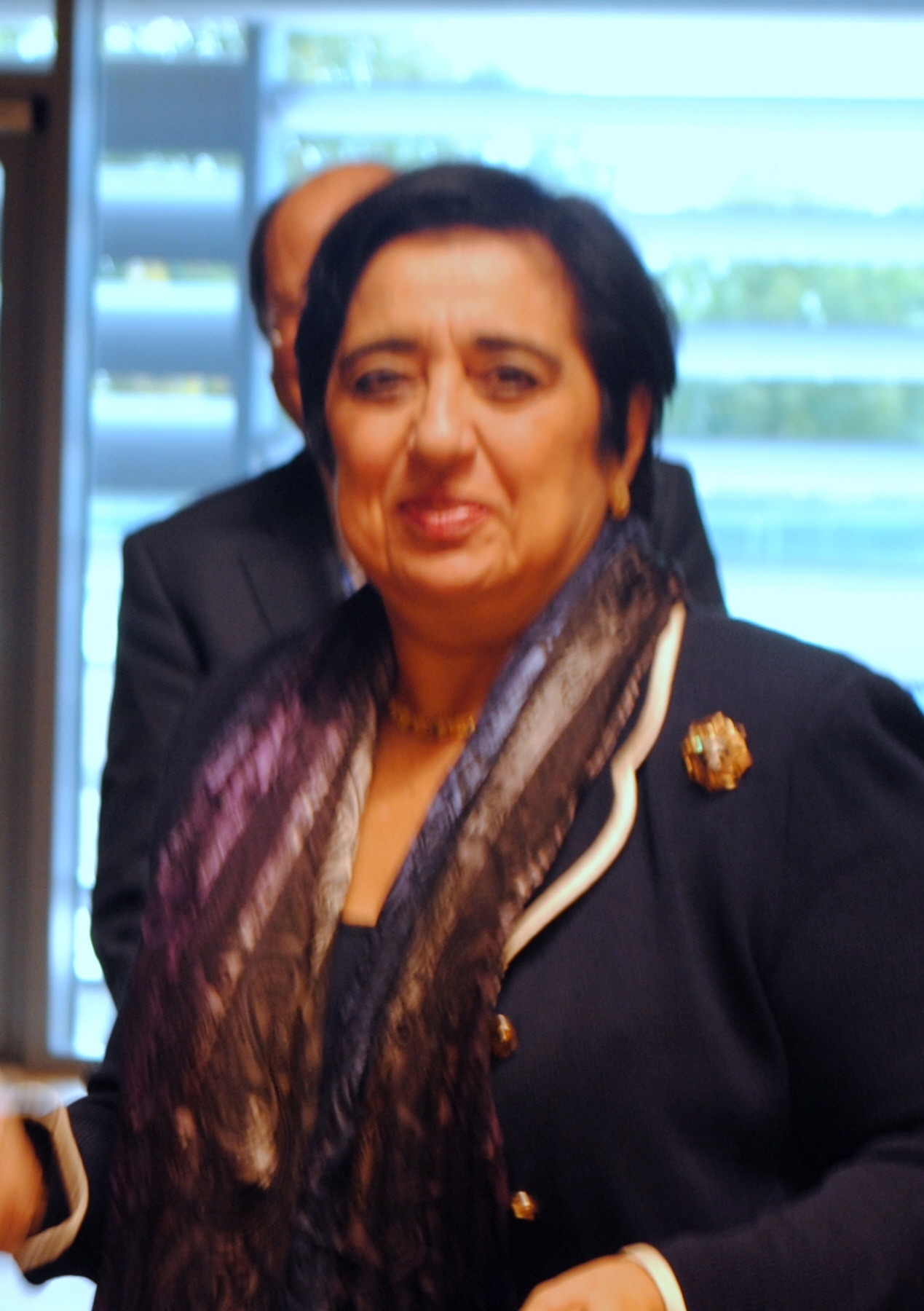
Erato Kozakou-Markoullis in Luxemburg, Oktober 2012

Erato Kozakou-Markoullis (griechisch Ερατώ Κοζάκου-Μαρκουλλή, auch Kozakou-Marcoullis transkribiert; * 3. August 1949 in Limassol) ist eine zypriotische Politikerin. Sie war zwischen August 2011 und Februar 2013 Außenministerin der Republik Zypern.

## Leben
Als Erato Kozakou wurde sie im Jahr 1949 in Limassol geboren. Sie studierte Jura und Politikwissenschaften an der Nationalen und Kapodistrias-Universität Athen und graduierte dort in den Jahren 1972 und 1974. 1979 erlangte sie den Doktorgrad in Soziologie und Politikwissenschaften an der Universität Helsinki.
Erato Kozakou-Markoullis war Außenministerin in Zypern von Juli 2007 bis März 2008 und ersetzte zu dieser Zeit den späteren Präsidenten Zyperns Tassos Papadopoulos. Anschließend wechselte sie das Ressort und wurde Ministerin für Kommunikation und Arbeit ab dem 2. März 2010. Diese Amtszeit dauerte bis in den August 2011, als sie dann zum zweiten Mal zur Außenministerin Zyperns berufen wurde. Ihre Amtszeit endete mit der Abwahl von Präsident Dimitris Christofias bei den Präsidentenwahlen 2013.
Erato Kozakou-Markoullis ist mit Georgios Markoullis verheiratet und hat einen Sohn.